# Maerua puccionii
Maerua puccionii är en kaprisväxtart som beskrevs av Emilio Chiovenda. Maerua puccionii ingår i släktet Maerua och familjen kaprisväxter. Inga underarter finns listade i Catalogue of Life.